# SD Eibar
Sociedad Deportiva Eibar ist ein spanischer Fußballverein aus der 27.000 Einwohner zählenden Kleinstadt Eibar, Provinz Guipúzcoa, Baskenland. Die Klubfarben sind Blau und Rot.
Der Klub wurde am 30. November 1940 gegründet und spielte in der Saison 2013/14 in der Segunda División, der zweithöchsten Spielklasse Spaniens. Dort war der Verein bisher insgesamt 25 Jahre, davon 18 Jahre in Folge zwischen 1988 und 2006, aktiv. Am 25. Mai 2014 machte der Klub den erstmaligen Aufstieg in die Primera División in seiner 75-jährigen Vereinsgeschichte perfekt und schaffte somit den Durchmarsch aus der dritten in die erste Spielklasse.
Der SD Eibar sorgte mit seinem Aufstieg auch international für Aufsehen, denn niemals zuvor hatte ein Verein aus einer derart kleinen Stadt in Spaniens höchster Liga gespielt. Unter anderem startete der Verein einen Spendenaufruf, um das von der Liga geforderte Mindestvermögen von 2,1 Millionen Euro vorweisen zu können. Der Fußballtrainer Xabi Alonso ist Aktionär von SD Eibar, für den er in der ersten Hälfte der Saison 2000/01 spielte. Er erwarb Anteile des Klubs, um ihm zu helfen, die Lizenz für die erste Liga zu bekommen. Sein Vater Periko Alonso hatte drei Jahre lang als Trainer für SD Eibar in der zweiten Liga gearbeitet.
In der Spielzeit 2014/15 stieg SD Eibar am letzten Spieltag als Tabellen-18. sportlich ab. Weil aber der besser platzierte FC Elche keine Lizenz für die Saison 2015/16 erhielt, blieb man in der Liga. Man konnte sie auf Rang 14 beenden. In den Spielzeiten 2016/17 und 2017/18 konnte sich der Verein mit den Platzierungen auf den Position 10 und 9 leicht verbessern. Die Saison 2018/19 beendete Eibar auf Rang 12. Nach sieben Jahren in der Primera División stieg der Verein am Ende der Saison 2020/21 in die Segunda División ab.

## Frauenfußball
Seit 2009 verfügt SD Eibar über eine Frauenfußballabteilung die gegenwärtig in der Primera División spielt.